# 葉良
葉良（1465年—？），字漢傑，浙江處州府麗水縣人，民籍，明朝政治人物。

## 生平
弘治八年（1495年）乙卯科浙江鄉試第十四名舉人。弘治十五年（1502年）中式壬戌科會試第九十名，三甲第一百五十三名進士。

## 家族
曾祖葉仲環；祖父葉宗仁，遇例冠帶；父葉曰光，嫡母謝氏、繼母周氏、生母陳氏。慈侍下。